# Eunidia duffyi
Eunidia duffyi är en skalbaggsart som beskrevs av Stefan von Breuning 1957. Eunidia duffyi ingår i släktet Eunidia och familjen långhorningar.
Artens utbredningsområde är Ghana. Inga underarter finns listade i Catalogue of Life.